# VxFS
VxFS (Veritas FileSystem) è un file system journaling sviluppato da Veritas Software disponibile per i più comuni sistemi Unix come, ad es. HP-UX, Solaris, AIX e RedHat Linux.
Tra le più importanti caratteristiche principali, presenti nell'ultima versione di VxFS (attualmente Disk layout Version 10):
- Backup in linea (snapshot filesystem)
- Supporto per le access control list (anche note come ACL)
- Online resizing del filesystem VxFS, senza necessità di eseguire umount del filesystem
- VxFS Fragmentation
- FCL - File Change Log
- VxFS Mountlock Feature
- VxFS Intent Log
- Thin Provisioning Disk Arrays
- SmartMove
- Data deduplication
- File compression
- Group Quotas

La dimensione massima del file system, nella versione 10, dipende dalle dimensioni del block size:
Block Size -> Currently-Supported Theoretical Maximum File System Size
1024 bytes -> 68,719,472,624 sectors (≈32 TB)
2048 bytes -> 137,438,945,248 sectors (≈64 TB)
4096 bytes -> 274,877,890,496 sectors (≈128 TB)
8192 bytes -> 549,755,780,992 sectors (≈256 TB)

## Altro
A partire dalla versione VxVF layout 6 (distribuita nel 2004) uno stesso filesystem VxFS, può essere utilizzato su macchine che usano HP-UX, AIX, Linux o Solaris.
Il filesystem ed i dati contenuti, possono quindi essere facilmente migrati tra sistemi eterogenei.